# Glinki (Bihale)
Glinki – część wsi Bihale w Polsce, położona w  województwie podkarpackim, powiecie lubaczowskim, gminie Wielkie Oczy.
W latach 1975–1998 Glinki administracyjnie należały do województwa przemyskiego.
Wierni Kościoła rzymskokatolickiego należą do parafii Opieki Matki Bożej Uzdrowienia Chorych w Bihalach.